# Joakim Strand
Jan Joakim Strand (ur. 2 sierpnia 1982 w Turku) – fiński polityk, prawnik i samorządowiec, działacz mniejszości szwedzkiej, poseł do Eduskunty, od 2024 minister.

## Życiorys
Uzyskał magisterium z prawa na Uniwersytecie Helsińskim i z ekonomii na uczelni Hanken. Pracował w banku spółdzielczym i na menedżerskim stanowisku w przedsiębiorstwie wydawniczym. Zaangażował się w działalność polityczną w ramach Szwedzkiej Partii Ludowej. Objął funkcję przewodniczącego rady miasta Vaasa, został też przewodniczącym rady dyrektorów przedsiębiorstwa energetycznego Vaasan Sähkö. W 2015 po raz pierwszy uzyskał mandat deputowanego do fińskiego parlamentu. Z powodzeniem ubiegał się o reelekcję w wyborach w 2019 i 2023.
W lipcu 2024 objął urząd ministra spraw europejskich i skarbu państwa w rządzie Petteriego Orpa.